# Pararistolochia gracilifolia
Pararistolochia gracilifolia är en piprankeväxtart som först beskrevs av Otto Christian Schmidt, och fick sitt nu gällande namn av M.J. Parsons. Pararistolochia gracilifolia ingår i släktet Pararistolochia och familjen piprankeväxter. Inga underarter finns listade i Catalogue of Life.